# 名古屋女子大学短期大学部
名古屋女子大学短期大学部（なごやじょしだいがくたんきだいがくぶ、英語: College of Nagoya Women's University）は、愛知県名古屋市瑞穂区汐路町3丁目40番地に本部を置く日本の私立大学。1915年創立、1950年大学設置。大学の略称は名女短。

## 概観

### 大学全体
- 愛知県名古屋市瑞穂区に所在する日本の私立短期大学で、設置主体は学校法人越原学園[1]。
- 国内で最初に認可された短期大学149校[注 3]の1校として、1950年に財団法人名古屋緑ヶ丘女子学園及び同越原学園により名古屋女学院短期大学として1学科体制で開学した[2]。
- その後は、学科・専攻の増減を繰り返し、2学科体制となる。
- 2024年度の入学生を最後に[注 4]、短期大学としての使命を終えることが決定している。このため、2025年4月に名古屋女子大学が共学化し名古屋葵大学に名称変更された際に、当短期大学部の名称は変更されなかった。
- なおキャンパスは名古屋葵大学汐路学舎にある。

### 建学の精神（校訓・理念・学是）
- 学訓は「親切」。

## 沿革
- 1915年
  - 名古屋女学校が創設される。
- 1949年
  - 10月 文部省[注 5]に短期大学[注 6]の設置認可に関する申請を行う[注 7]。なお、学科・専攻は以下の通りとなっている[注 8]。
    - 家政科 入学定員100名
- 1950年
  - 3月14日 左記を以て短期大学の設置が文部省[注 5]より認可される[注 9]。
  - 4月1日 左記を以て名古屋女学院短期大学（なごやじょがくいんたんきだいがく、英語:Nagoya Jogakuin Junior College[注 10]）として以下の学科体制にて開学する[注 11]。
    - 家政科 入学定員100名→40名
- 1951年
  - 3月2日 学校法人緑ヶ丘女子学園が成立する[15]。
- 1954年
  - 5月1日 学生数[16]/定員
    - 家政科 89[注 12]/80
- 1957年
  - 4月1日 家政科の入学定員を40→80に増員[17]。
- 1958年
  - 3月31日 専攻科の設置が認められ、以下の課程を設ける[18]。
    - 家政専攻 入学定員20名

  - 5月1日 学生数[19]/定員
    - 家政科 210[注 12]/160
- 1961年
  - 4月1日 家政科の入学定員を80→160に増員[20]。
  - 5月1日 学生数[21]/定員
    - 家政科 360[注 12]/240
- 1962年
  - 4月1日 以下の学科を増設する[注 13]。
    - 服飾科 入学定員40名
    - 栄養科 入学定員100名

  - 5月1日 学生数[23]/定員
    - 家政科 280[注 12]/240
    - 栄養科 102[注 12]/100
    - 服飾科 50[注 12]/40
- 1964年
  - 4月1日 名古屋女子大学短期大学部に改称[24]。
- 1969年
  - 4月1日 学科の入学定員増を以下の通り行う[25]。
    - 家政科 80→200
    - 服飾科 40→80 なおかつ、以下の通り専攻分離する。
      - 服飾専攻 入学定員40名
      - デザイン専攻 入学定員40名
- 1970年
  - 5月1日 学生数[26]/定員
    - 家政科 494[注 12]/280
    - 栄養科 205[注 12]/200
    - 服飾科 210[注 12]/160
- 1977年
  - 4月1日 設置者を学校法人名古屋女子大学に変更[27]。
- 1981年
  - 4月1日 家政科の入学定員を200→300[28]に増員[29]。
  - 5月1日 学生数[30]/定員
    - 家政科 727[注 12]/500
    - 服飾科 268[注 12]/160
    - 栄養科 219[注 12]/200
- 1982年
  - 4月1日 以下の学科を増設する[注 14]。
    - 英語科 入学定員80名[注 15]

  - 5月1日 学生数[34]/定員
    - 家政科 747[注 12]/600
    - 服飾科 124[注 12]/80
    - 栄養科 225[注 12]/200
    - 英語科 110[注 12]/80
- 1983年
  - 3月31日 以下の学科・専攻については左記をもって正式に廃止とする[注 16]。
    - 服飾科
- 1985年
  - 5月1日 学生数[37]/定員
    - 家政科 795[注 12]/600
    - 栄養科 207[注 12]/200
    - 英語科 189[注 12]/160
- 1986年
  - 4月1日 以下、学科の定員増を行う[注 17]。
    - 家政科 300→400
    - 英語科 80→120

  - 5月1日 学生数[42]/定員
    - 家政科 925[注 12]/700
    - 栄養科 217[注 12]/200
    - 英語科 250[注 12]/200
- 1987年
  - 5月1日 学生数[43]/定員
    - 家政科 1,050[注 12]/800
    - 栄養科 214[注 12]/200
    - 英語科 307[注 12]/240
- 1990年
  - 4月1日 家政科を生活学科に改称。なおかつ以下の課程に分離される[注 18]。
    - 服飾学専攻 入学定員100名
    - 食生活専攻 入学定員100名
    - 生活文化専攻 入学定員200名

  - 5月1日 学生数[47]/定員
    - 生活学科 475[注 12]/400
      - 家政科 498[注 12]/400

    - 栄養科 213[注 12]/200
    - 英語科 289[注 12]/240
- 1992年
  - 5月1日 学生数[注 19]/定員
    - 生活学科 1,019[注 12]/800
    - 栄養科 210[注 12]/200
    - 英語科 301[注 12]/240
- 1993年
  - 4月1日 専攻科家政専攻を生活学専攻に改称[注 20]。
- 1995年
  - 4月1日 生活学科に以下の課程を増設する[52]。
    - 生活情報専攻 入学定員120名[注 21]

  - 同 生活学科の服装学専攻を服飾専攻に名称変更する[52]。
  - 5月1日 学生数[54]/定員
    - 生活学科 992[注 12]/800
    - 栄養科 216[注 12]/200
    - 英語科 272[注 12]/240
- 1996年
  - 生活学科における以下の専攻についてはこの年度をもって正式に廃止とする[55]。
    - 食生活専攻[注 22]
- 1999年
  - 5月1日 学生数[56]/定員
    - 生活学科 973[注 12]/800
    - 栄養科 223[注 12]/200
    - 英語科 262[注 12]/240
- 2000年
  - 4月1日 以下、入学定員の減員あり[注 23]。
    - 生活学科
      - 服飾デザイン専攻 100[注 24]→90
      - 生活文化専攻[注 25]180[62]→175
      - 生活情報専攻 120→105

    - 英語科 120→105
    - 栄養科 100→80

  - 同 生活学科に以下の専攻を増設する[57]。
    - 生活デザイン専攻 入学定員60名
    - 食生活専攻 入学定員80名[注 26]
- 2001年
  - 4月1日 以下、入学定員の減員あり[64]。
    - 生活学科
      - 生活情報専攻 100→70
      - 英語科 105→60

  - 同
- 2004年
  - 1月 平成16年度大学入試センター試験参加短期大学の1校となる[65][66]。
  - 4月1日 以下の学科・専攻については、この年度で学生募集を最終とする[注 27]。
    - 生活学科[注 28]
      - 服飾デザイン専攻[注 29]
      - 生活デザイン専攻[注 29]
      - 英語科
- 2005年
  - 4月1日 以下の学科を増設する[67]。
    - 保育学科 入学定員80名
- 2006年
  - 3月31日 以下の学科・専攻については左記をもって正式に廃止とする[68]。
    - 生活学科服飾デザイン専攻
    - 英語科
- 2007年
  - 3月31日 以下の学科・専攻については左記をもって正式に廃止とする[69]。
    - 生活学科生活デザイン専攻
- 2008年
  - 4月1日 入学定員を以下の通り変更する[70]。
    -       - 生活創造デザイン専攻 80→70
      - 保育学科 80→100
- 2009年
  - 4月1日 入学定員を以下の通り変更する[71]。
    - 生活学科
      - 生活創造デザイン専攻 70→60
      - 生活情報専攻 70→80
- 2010年
  - 4月1日 以下の学科については、この年度で学生募集を最終とする[注 30]。
    - 栄養科
- 2011年
  - 4月1日 入学定員を以下の通り変更する[72]。
    - 生活学科生活創造デザイン専攻 60→40
    - 保育学科 100→120
- 2012年
  - 3月31日 以下の学科については左記をもって正式に廃止とする[73]。
    - 栄養科

  - 4月1日 生活学科における以下の各専攻については、この年度で学生募集を最終とする[注 31]。
    - 生活創造デザイン専攻
    - 食生活専攻
    - 生活情報専攻
- 2013年
  - 4月1日 学科の入学定員を以下の通り変更する[74]。
    - 生活学科 200→140
    - 保育学科 120→160
- 2014年
  - 1月 平成26年度大学入試センター試験参加短期大学の1校となる[75]。
- 2015年
  - 1月 平成27年度大学入試センター試験参加短期大学の1校となる[76]。
  - 3月31日 左記をもって生活学科にあった以下の専攻課程を正式に廃止とする[77]。
    - 生活創造デザイン専攻
    - 食生活専攻
    - 生活情報専攻
- 2016年
  - 1月 平成28年度大学入試センター試験参加短期大学の1校となる[78]。
- 2018年
  - 4月1日 以下の学科を増設する[79]。
    - 保育学科第三部 入学定員50名[注 32]
- 2022年
  - 4月1日 入学定員を以下の通り変更する[80]。
    - 生活学科 100→90
    - 保育学科 
      - 第一部 150→100
      - 第三部 50→90
- 2024年
  - 4月1日 この年度で短期大学としての学生募集を最終とする[注 4]。

## 基礎データ

### 所在地
- 愛知県名古屋市瑞穂区汐路町3-40

### 象徴
- カレッジマークは、天照大神が子孫に伝えた三種の神器の一つである「八咫（やた）の鏡」の形をモチーフに、その中央にカレッジネームである「名」の漢字をくずした様な文字が記されたものとなっている[注 33]。

## 教育及び研究

### 学科
- 生活学科 入学定員90名[83]
- 保育学科
  - 第一部 入学定員100名[83]
  - 第三部 入学定員90名[83]

#### 過去にあった学科
- 生活学科
  - 生活創造デザイン専攻 入学定員40名[注 34]
    - 服飾デザイン専攻 入学定員90名[注 35]
    - 生活デザイン専攻 入学定員60名[注 35]

  - 食生活専攻 入学定員80名[注 34]
  - 生活情報専攻 入学定員80名[注 34]
- 服飾科 
  - 服飾専攻[注 36]
  - デザイン専攻[注 36]。
- 栄養科 入学定員80名[注 37]
- 英語科 入学定員60名[注 35]

### 専攻科
- 生活学専攻 入学定員20名[86]

## 取得資格

### 現在
- 栄養科：栄養士資格を取得可能であった。
- 保育学科：保育士資格と幼稚園教諭二種免許状を取得可能。 幼稚園教諭免許状は、2007年度入学生から。

### 過去
かつては、教職課程として中学校教諭二種免許状も設置されていた
- 家庭：かつて生活学科生活創造デザイン専攻の前身である服飾専攻・生活文化専攻に其々設置されていた[注 39]。
- 英語：過去にあった英語科に設けられていた。

### 研究
- 『教育改革の比較社会学的分析-市場化がもたらすもの(日英を事例に)-』[89]
- 『名古屋女学院短期大学紀要』[注 10]
- 『矢作川の自然』[注 40]

## 学生生活

### クラブ活動
- クラブ活動は四大生と合同で行われている。

### 学園祭
- 学園祭「名女大祭」として毎年10月中旬に行われている。

## 大学関係者と組織

### 大学関係者組織
- 同窓会は「同窓会春光」と称される[92]。

### 大学関係者一覧
- 越原春子：初代学長

## 施設

### キャンパス
- ほぼ大学と共同でキャンパス使用されている。

## 他大学との協定

### アメリカ合衆国
- ウィリアム・ウッズ大学
- ミシガン大学

### イギリス
- セントラル・ランカーシャー大学

### 大韓民国
- 啓明文化大学
- 釜山女子大学

### オーストラリア
- ウーロンゴン大学

## 系列校
- 名古屋葵大学
- 名古屋葵大学中学校・高等学校

## 交通アクセス
- 名古屋市営地下鉄桜通線 瑞穂区役所駅下車。